# Byrrhus americanus
Byrrhus americanus är en skalbaggsart som beskrevs av Leconte 1850. Byrrhus americanus ingår i släktet Byrrhus och familjen kulbaggar. Inga underarter finns listade i Catalogue of Life.